# Пикадили
Пикадили (енгл. Piccadilly) је улица у Лондону, која повезује угао Хајд парка поред великог улаза у парк на западу, са тргом Пикадили на истоку. То је једна од најширих и најправијих улица у централном Лондону и улази у део друге најважније возне траке у граду.
Пикадили данас директно води до Шефтесбери авеније, главне улице на Вест Енду, као и до Хејмаркета, Ковентри улице и улице Гласхаус. Цела улица Пикадили припада општини Вестминстер.
Данас је улица чувена по Тргу Пикадили, једној од најпрометнијих раскрсница у Лондону. 1886. године је дограђена авенија Шефтесбери до које улица директно води. На дугачкој, правој улици налазе се многе познате приватне и државне институције, попут Риц хотела и робној кући Fortnum and Mason, која се на истом месту налази скоро 300 година. На северном делу улице код Куће Бурлингтон се налази Краљевски академски институт уметности. У улици су смештени и Краљевски клуб ратног ваздухопловства, најстарија књижара у Уједињеном Краљевству - Hatchards, Јапанска амбасада. Такође, на адреси 203-206 Пикадили, се налази велики малопродајни објекат Simpsons of Piccadilly, водећа продавница одеће у Уједињеном Краљевству, основана 1930, затворена 1999, а данас водећа продавница књижаре Waterstones.

## Историјат
Улица Пикадили се у 17. веку звала улица Португалија. Роберт Бакер, трговац оковратницима piccadili који су у то време били у моди, је купио део земље и на њој изградио велико здање које је назвао Piccadilly Hall. Име зграде је указивало на извор богатства. Средином 18. века, улица је преузела име зграде.
Након рестаурација Енглеске монархије 1660. године, започеоо је систематичан развој улице Пикадили и севернијег дела града као модерног стамбеног насеља. Неке од највеличанственијих лондонских палата изграђене су на северном делу Пикадилија, попут Clarendon House (данас на локацији улице Albemarle ), Berkeley House (која је касније променила назив у Devonshire House) и Sir John Denham's house (касније Burlington House). Све ове грађевине су настале у 17. веку.
Неколико чланова породице Ротшилд је имало палате на западном крају улице који је прозван Rothschild Row. До 1920. већина ових зграда је демолирана или је потпала под институционализовано коришћење.
Данас се Пикадили сматра једном од главних лондонских улица пуном трговинских радњи, од којих су неке у власништву познатих компанија.

## Пикадили сиркус
Пикадили сиркус је трг и јавни простор у близини Вестминстера. Трг је најстрожи центар града и један је од познатих обележја Лондона. Повезује улице Пикадили и Риџент, Шефтесбери авенију, Хајмаркет и Трг Лејцестер. Изграђен је 1819. године као спона између улица Риџент и Пикадили. При изградњи је имао кружни облик (circus на латинском значи круг), али га је изгубио већ крајем века, конструкцијом Шефтесбери авеније. Данас се на тргу налазе многобројне продавнице. У непосредној близини се налазе познати ресторани, укључујући ресторане у Кинеској четврти, као и биоскопи, позоришта, ноћни клубови.
Трг је чувен по видео приказима и неонским натписима на северозападном делу трга. Прва електрична реклама на тргу постављена је 1910. године, али су са популарношћу улице расле и цене рекламирања, те се број билборда смањивао, да би данас LED светла прекривала само фасаду једне северозападне зграде на тргу.
На средини трга се налази позориште Criterion, које је јединствено јер се скоро у потпуности налази под земљом. Позориште је један од најлепших радова архитекте Томаса Веритија, изграђено је 1874. и има капацитет од 600 места. На тргу се налази и кип анђела са стрелом, иако није у питању кип Ероса, бога љубави, већ кип његовог брата близанца Антероса, бога узвраћене љубави. На југозападном делу трга се налази један од најпрепознатљивијих симбола Лондона, Шефтсберијева фонтана. Фонтана је посвећена познатом филантропу Антонију Ешлију Коперу, 7. грофу Шефтсберија, а меморијално је откривена крајем 19. векa. Статуа Антероса наводно представља Антонија Копера, а изграђена је од алуминијума, који је тада био нов и ретко коришћен материјал. Стазуу је направио Алфред Гилберт. Иако је он изјавио да му је инспирација био лик бога Антероса, пролазници данас у статуи препознавају Ероса. У непосредној близини трга налази се и зграда The London Pavilion, која је крајем 19. века изграђена као концертна сала, након чега је једно време служила као биоскоп, а данас је стециште многих културних дешавања.